# Hycleus kaszabi
Hycleus kaszabi là một loài bọ cánh cứng trong họ Meloidae. Loài này được Pardo Alcaide miêu tả khoa học năm 1968.